# Reńsko (województwo zachodniopomorskie)
Reńsko (niem. Schönbrunn) – wieś w Polsce położona w województwie zachodniopomorskim, w powiecie pyrzyckim, w gminie Warnice.
W latach 1975–1998 miejscowość położona była w województwie szczecińskim.